# Мраморна пещера
Мраморната пещера (на албански: Shpella e Gadimës или Shpella Mermerit, на сръбски: Мермерна пећина/Mermerna pećina) се намира близо до село Долно Гадиме (на сръбски: Доње Гадимље) в община Липлян на Косово.
Разположена е западно от планинския масив Жеговац, на около 20 km южно от Прищина, в близост до пътя за Скопие. Входовете на пещерата се намират на двата бряга на река Клисир (на албански: Klysyr), на 6 – 10 метра над речното корито – три на десния бряг и един на левия.
Пещерата е образувана от карстови процеси в мрамора, което се среща рядко. Преди откриването тя е била почти напълно покрита с кал и тиня. Множество разклонения на пещерата все още не изчистени и затова не са проучени. Общата дължина на известните пътища е около 1 260 метра, площта им – 1350 m2. На най-ниското си ниво има повече от 25 постоянни езера, чиято дълбочина достига до 10 метра. В коридорите на пещерата в изобилие се срещат сталактити и сталагмити. Тук се срещат едри, до 30 сантиметра на дължина, кристали арагонит, растящи във всички посоки.
Пещерата е открита през 1969 г. Местен жител на име Ахмет открива входа, когато отмества камък в двора на дома си. През същата година районът около входа на площ от 56,25 хектара е обявен за паметник на природата (III категория по IUCN). До 1976 г. пещерата е оборудвана и е отворена за туристи. Главният вход е закрит от масивна желязна врата, достъпът с кучета или други животни в пещерата е забранен.